# Чекша (река, впадает в Вирмозеро)
Чекша — река в России, протекает по территории Сумпосадского сельского поселения Беломорского района Республики Карелии. Длина реки — 13 км.

## Физико-географическая характеристика
Река берёт начало из Плотичьей Ламбы (Плотичьей Ламбины) на высоте ниже 119 м над уровнем моря и далее течёт преимущественно в северо-восточном направлении по частично заболоченной местности.
Река в общей сложности имеет десять малых притоков суммарной длиной 29 км.
Впадает на высоте 68,0 м над уровнем моря в Вирмозеро, являющееся истоком реки Вирмы, впадающей в Онежскую губу Белого моря.
Населённые пункты на реке отсутствуют.
Код объекта в государственном водном реестре — 02020001412202000007010.